# Cambefortius lamizanai
Cambefortius lamizanai är en skalbaggsart som beskrevs av Yves Cambefort 1983. Cambefortius lamizanai ingår i släktet Cambefortius och familjen bladhorningar. Inga underarter finns listade.